# 三重県立名張青峰高等学校
三重県立名張青峰高等学校（みえけんりつ なばりせいほうこうとうがっこう）は、三重県名張市百合が丘東にある三重県立高等学校。

## 設置学科
- 普通科[1]
  - 普通科・文理探究コース
  - 普通科(未来創造コース)

## 概要
三重県立名張桔梗丘高等学校と三重県立名張西高等学校を統合し、2016年（平成28年）4月1日に開校した。校地・校舎は名張西高校のものが利用され、開校後2年間は、名張西高校の生徒と並存した。
また、開校当初から2020年度入学生まで、高等学校としては初めてとなる、全校生徒に対しタブレットパソコンを貸与している。
なお、2021年度入学生から、全員chromebookの全員購入となった。これにより、貸与のため持ち帰れなかったタブレットパソコンとは違い家に持ち帰ることが可能となり、より学習道具としての利便性が向上した。

### 校名
校名は、2014年9月から10月にかけて公募され、349件、177種類の中から、名張新高等学校校名選定委員会により「桔梗西」、「名張青峰」、「名張中央」が校名候補とされた。最終的に県教育委員会により「名張青峰」に決定された。
「校地から青山連峰を遠望することができ、近くには青蓮寺湖があるので、こうした豊かな自然に囲まれた学び舎で高みを目指して、生き生きと過ごしてほしいという願いを込めている」としている。

### 設置学科・コース
設置されている学科は普通科一科である。その中に、文理探究コース(正式表記は普通科・文理探究コース)と未来創造コース(通称名であり、正式なコース名ではない)の二つのコースがある。
普通科（未来創造コース）
一学年200人定員。各学年5クラス40人。様々な進路実現に向けた授業を受けることができる。卒業生の主な進路としては就職、私立大学や専門学校へ進学する生徒が多数である。毎年数人ほど国公立大学への合格者が出ている。
普通科（文理探求コース）
一学年40人定員。3年間クラス替えをすることなく卒業を迎える。未来創造コースとは教科書や授業進度、内容が異なり大学進学に特化したコースである。卒業生の主な進路としては私立大学や専門学校に進学する。毎年15人ほどの国公立大学合格者が出ている。

## 部活動
統合前の両校で活動していた部活動を中心に、部活動の設置がなされた。
現在は後述の部活動が存在する。
なお、「その他部活」として、水泳・スポーツクライミング・スキー等、通常の部活動としての設置は難しい活動のサポートも行っており、対象生徒は顕著な実績をあげ、活躍している。

### 体育系
- 陸上競技
- 野球
- サッカー
- 卓球
- バスケットボール
- バレーボール
- ハンドボール
- テニス
- ソフトテニス
- ソフトボール
- 剣道
- バドミントン
- フィールドホッケー

### 文化系
- ESS(英語)
- 吹奏楽
- 書道
- 放送
- 写真
- 美術
- 文芸
- 茶道
- 箏曲
- 調理同好会
- 人権サークル

## 学校行事
- 4月　入学式、遠足
- 5月　中間考査
- 6月　体育祭
- 7月　期末考査、クラスマッチ
- 9月　文化祭
- 10月　中間考査
- 12月　期末考査
- 2月　マラソン大会
- 3月　卒業式、年次末考査

## 交通
- 近鉄 名張駅東口より三重交通バス05、07系統で7分[7]